# (33055) 1997 UB15
1997 UB15 (asteroide 33055) é um asteroide da cintura principal. Possui uma excentricidade de 0,06409540 e uma inclinação de 1,57463º.
Este asteroide foi descoberto no dia 26 de outubro de 1997 por Yoshisada Shimizu e Takeshi Urata em Nachi-Katsuura.